# Scheibenuhr

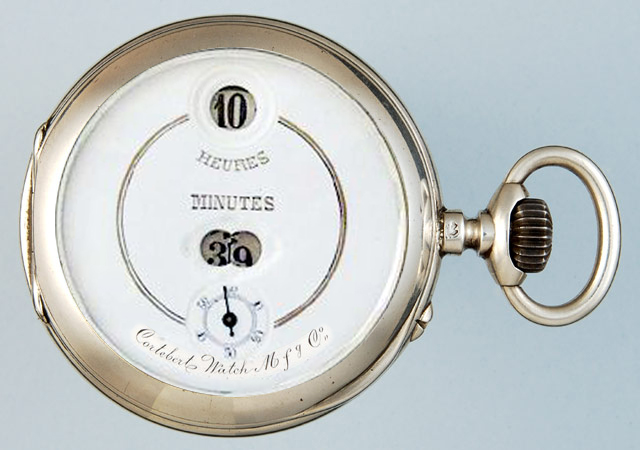
Cortébert Jump-hour von 1890

Eine Scheibenuhr ist ein Zeitmesser, bei dem anstatt der Zeiger eine vorgedruckte oder gestanzte Scheibe die Zeit mit Ziffern anzeigt. In Bezug auf die Stundenanzeige bezeichnet man diese Form der Zeitanzeige als Springende Stunde (französisch „Heures Sautantes“, englisch „Jump Hour“).

## Arten

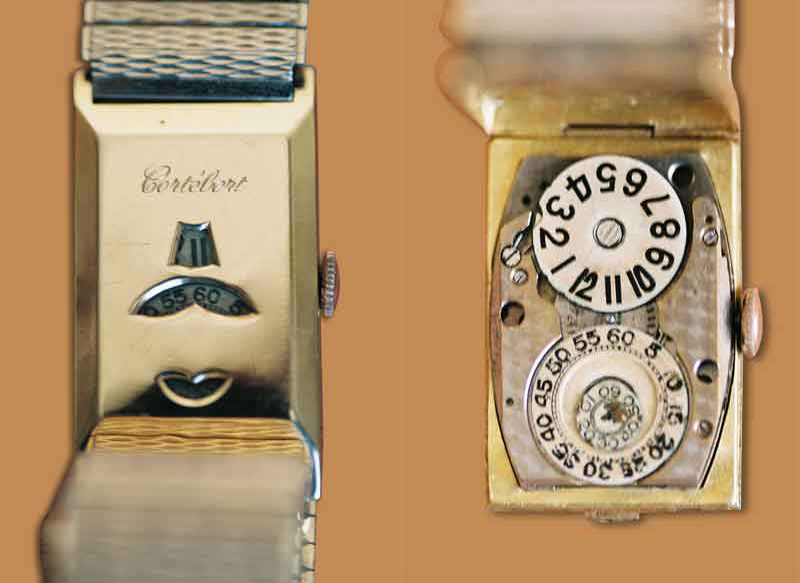
Cortébert jumphour Armbanduhr von 1920 in 24k Goldgehäuse

Es sind meist Armbanduhren, seltener auch Taschenuhren. Bei den handwerklich hochwertig gearbeiteten Uhren springt die Stundenanzeige nach 60 Minuten, wenn der Minutenzeiger die 12 erreicht, ruckartig eine Stunde weiter. Daher der Name Springende Stunde. Es sind aber auch Bezeichnungen wie Direkt Read oder digital in Gebrauch, diese beziehen sich auf die Art, wie die Anzeige abgelesen wird.
Auch die Kontrolluhren des Wachpersonals werden häufig als Scheibenuhren bezeichnet, da in sie eine Papierscheibe eingelegt wird.

## Funktion
Bei Scheibenuhren wird die Zeit nicht durch rotierende Zeiger auf einem festen Zifferblatt angezeigt, sondern durch sich drehende Scheiben. Auf diesen Scheiben sind die Stunden- und Minuten-Ziffern aufgedruckt. Bei der Stundenscheibe ist aber nur jeweils die aktuelle Stunde von vorne durch eine Öffnung zu sehen. Bei den Minuten ist es meist ein kleinerer Bereich, der sichtbar ist; in der Mitte dieser Anzeige ist dann die genaue Minute ablesbar.

## Geschichte
Die ersten Modelle dieser Schmuckuhren wurden in den frühen dreißiger Jahren gefertigt, die Blütezeit war in den 1970ern. Auch heutzutage werden noch Scheibenuhren hergestellt, aber in der Regel in eher einfacher Qualität.
Der weitaus größte Teil dieser Uhren läuft per Handaufzug, einige wenige sind auch mit Automatikaufzug hergestellt worden. Die Kaliber weisen bis zu 21 Rubine auf, einfache Uhren hatten teilweise nur ein Stiftankerwerk ohne Rubine.

## Hersteller
Einige Uhren-Marken, die Scheibenuhren herstellten, sind (teilweise sind es auch nur Typenbezeichnungen):
Luzern, Ingersoll; Osaka; Chalet; Hanova; Handor; Cimier; Cardina; Windert; Gladius; Eloga; Buler; Anker; Ternindor; Princeton; Mentor; Medana; Sicura; Cupillard Rième.